# Jaesusaeng
Jaesusaeng (Hangul: 재수생 Hanja: 再修生) is de Koreaanse term voor highschool-studenten die slecht gescoord hebben tijdens het Zuid-Koreaanse "College Scholastic Ability Test" en besloten hebben een jaar te studeren om het examen opnieuw te doen. Zij hopen hiermee een voldoende score te krijgen om aan de universiteit van hun keuze te mogen studeren.

De keuze van de universiteit heeft een enorm effect op de toekomstige carrière van de student.

## Sociale context
Toegang verkrijgen tot de bijzonder concurrerend SKY scholen in Seoul vereist dat veel studenten jaesusaeng worden na een eerste slechte prestaties op het centraal examen. Korea is "vooringenomen door de sociale status en reputatie," en een opleiding aan de SKY universiteiten is de belangrijkste manier om een sociale status te verkrijgen.
Het publieke educatiesysteem is niet genoeg om de studenten voor te bereiden op het examen, dus de meesten volgen naschoolse lessen op verschillende hagwon ("cram scholen"). De hevige concurrentie voor de inschrijving aan de SKY universiteiten wordt ook wel de "toelatingsexamenoorlog" genoemd (Hangul:입시전쟁 Hanja: 入試戰爭). Wanneer een student niet genoeg scoort gedurende 3 jaar of langer, wordt hij spottend een jangsusaeng genoemd (Hangul: 장수생 Hanja: 長壽生}, letterlijk "lang leven student"), als woordspeling van de uitdrukking wordt er "Leef alsjeblieft een lang leven" van gemaakt, ook wel: 장수 하세요. De stress van constant studeren en geen sociaal leven als student heeft geleid tot een toename in zelfmoord in Zuid-Korea; voor kinderen tussen de 10 en 19 jaar is zelfmoord de tweede meestvoorkomende doodsoorzaak in Zuid-Korea.